# فاسيات (فصيلة فرعية)
الفَاسِيَات (الاسم العلمي: Brachininae) هي فُصَيْلة من الخنافس تتبع فصيلة الخنافس الأرضية. هناك قرابة 7500 نوع في 14 جنسًا من الفُصيلة.